# العشيق الأمريكي (مسلسل)
العشيق الأمريكي (بالإنجليزية: American Gigolo)‏ هو مسلسل دراما أمريكي قادم من تطوير دايفيد هولاندر ومبني على فيلم يحمل نفس الاسم صدر عام 1980. المسلسل من بطولة جون بيرنثال، غريتشن مول، روزي أودونيل، ليزي بروشير وليلاند أورسر، صدر على شبكة شوتايم في 11 سبتمبر 2022.

## روابط خارجية
- العشيق الأمريكي على موقع IMDb (الإنجليزية)
- العشيق الأمريكي على موقع ميتاكريتيك (الإنجليزية)
- العشيق الأمريكي على موقع روتن توميتوز (الإنجليزية)
- العشيق الأمريكي على موقع كينوبويسك (الروسية)
- العشيق الأمريكي على موقع ألو سيني (الفرنسية)
- العشيق الأمريكي على موقع قاعدة بيانات الفيلم (الإنجليزية)